# Acestrocephalus
Acestrocephalus es un género de peces de la familia Characidae, en el orden Characiformes.

## Especies
Hay ocho especies en este género:
- Acestrocephalus acutus Menezes, 2006
- Acestrocephalus anomalus (Steindachner, 1880)
- Acestrocephalus boehlkei Menezes, 1977
- Acestrocephalus maculosus Menezes, 2006
- Acestrocephalus nigrifasciatus Menezes, 2006
- Acestrocephalus pallidus Menezes, 2006
- Acestrocephalus sardina (Fowler, 1913)
- Acestrocephalus stigmatus Menezes, 2006